# 莫克森與科布林律師事務所
莫克森與科布林（英語：Moxon & Kobrin）是新興宗教山達基的「專屬」律師事務所，除了山達基教會及其附屬實體之外，它沒有任何其他客戶。其總部位於美國加州洛杉磯的威爾希爾中心商業改進區。事務所的律師成員為：肯德里克·莫克森（Kendrick Moxon）、海蓮娜·科布林（Helena Kobrin）與艾娃·帕凱特（Ava Paquette）。
該公司最出名的是作為山達基教會的工作人員和律師，同時為宗教技術中心服務。宗教技術中心控制著山達基商標和賀伯特作品的版權。

## 主要成員
肯德里克·利希蒂·莫克森（Kendrick Lichty Moxon）是山達基教會的首席顧問。他於1972年獲得美利堅大學人類學文學學士學位，並於1981年獲得喬治梅森大學法學博士學位。工作涉及山達基教法律事務，他也擁有「牧師」（reverend）的頭銜。他曾在名為「守護者辦公室」的山達基情報機構工作，在聯邦調查局對山達基特工在「白雪公主行動」中的犯罪活動進行調查後，他收到了大陪審團的傳票並向聯邦調查局提供了虛假筆跡樣本，從而因此被列為未受起訴的同謀。但莫克森此後表示，儘管有雙方簽署的案情證據約定，他沒有「故意提供」虛假筆跡樣本。
海倫娜·肯普納·科布林（Helena Kempner Kobrin，1948年4月27日出生）在霍夫斯特拉大學獲得文學學士學位，在西頓霍爾大學獲得法學博士學位。她於1978年獲得律師資格，並於1991年獲得加州律師資格。她曾充滿爭議地迫使Usenet上關於山達基的討論組關閉但未果，並透過電子郵件向那些只引用了六行山達基教文本的參與者發出了法律警告。